# Mistrzostwa Świata w Gimnastyce Artystycznej 1985
12. Mistrzostwa Świata w Gimnastyce Artystycznej odbyły się w dniach od 10 do 13 października 1985 roku w Valladolid. Zawody zdominowały reprezentantki Białorusi, które zdobyły złote medale we wszystkich konkurencjach. Polskę reprezentowały dwie gimnastyczki: siedemnasta w wieloboju Teresa Folga oraz 22. Izabela Żukowska.

## Tabela medalowa
| Miejsce | Państwo        | Złoto | Srebro | Brąz | Razem |
| ------- | -------------- | ----- | ------ | ---- | ----- |
| 1       | Bułgaria       | 8     | 1      | 3    | 12    |
| 2       | ZSRR           | 1     | 2      | 2    | 5     |
| 3       | Korea Północna | 0     | 1      | 0    | 1     |
| 4       | NRD            | 0     | 0      | 1    | 1     |

## Medalistki
| Konkurencja:              | Złoto:                           | Srebro:               | Brąz:                              |
| Układy indywidualne       |                                  |                       |                                    |
| wielobój indywidualnie    | Diliana Georgiewa                | Lilia Ignatowa        | Bianka Panowa                      |
| ćwiczenia ze skakanką     | Diliana Georgiewa                | Marina Lobatch        | Lilia Ignatowa                     |
| ćwiczenia z piłką         | Diliana Georgiewa Lilia Ignatowa |                       | Galina Beloglazowa Bianca Dittrich |
| ćwiczenia z maczugami     | Diliana Georgiewa Lilia Ignatowa |                       | Tatiana Druczynina                 |
| ćwiczenia ze wstążką      | Galina Beloglazowa Bianka Panowa |                       | Diliana Georgiewa                  |
| Drużynowe układy zbiorowe |                                  |                       |                                    |
| Konkurs drużynowy         | Bułgaria                         | ZSRR · Korea Północna |                                    |